# Notoxus angustulus
Notoxus angustulus is een keversoort uit de familie snoerhalskevers (Anthicidae). De wetenschappelijke naam van de soort is voor het eerst geldig gepubliceerd in 1919 door Krekich-Strassoldo.